# Зеликов, Михаил Викторович
Михаи́л Ви́кторович Зе́ликов — советский и российский лингвист-испанист, специалист по испанскому и баскскому языкам и литературе. Доктор филологических наук, профессор. Один из авторов «Большой Российской энциклопедии».

## Биография
В 1983 году защитил кандидатскую диссертацию на тему «Формирование специфических особенностей северных пиренейских диалектов с точки зрения теории контакта (на материале испано-баскских контактов)», а в 1998 — докторскую диссертацию на тему «Функционирование и происхождение эллиптических моделей: На материале взаимодействия баскского и иберороманского языков».
Профессор кафедры романской филологии филологического факультета СПбГУ.